# Цветок моря

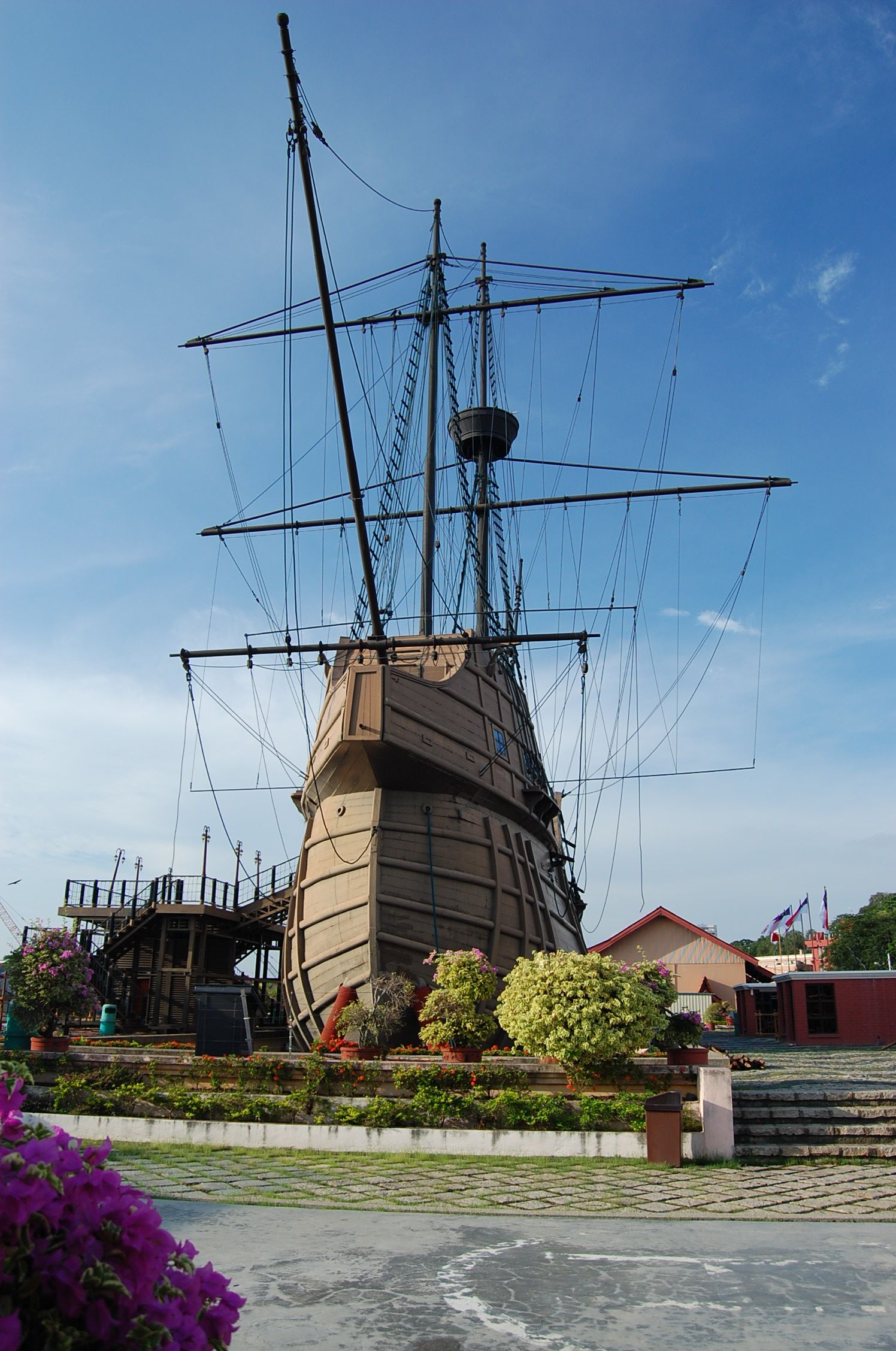
Реплика «Flor de la mar» в Музее морской истории, Малакка

Flor de la Mar, или Flor do Mar, (с порт. — «Цветок моря») — португальская каракка водоизмещением 400 тонн, которая в течение девяти лет принимала участие в ключевых событиях истории в Индийском океане, пока не затонула в ноябре 1511 года. На ней ходил в плавания Афонсу де Албукерки, а после захвата Малакки, нагруженный добычей и сокровищами, предназначенными для португальского короля, корабль затонул у берегов Суматры. Реплика Flor de la Mar находится в Музее морской истории в Малакке.

## Карьера
Каракка «Flor de la mar» была построена в Лиссабоне в 1502 году и была одним из лучших кораблей своего времени. В том же году она направилась в Индию под командованием Эштевана да Гамы, родственника Васко да Гамы. В марте 1505 года «Flor de la mar» вошла в состав флота из 22 кораблей, отправленных для встречи Франсишку ди Алмейды в качестве первого вице-короля Португальской Индии. В том же самом году на обратном пути в Португалию под командованием Жуана да Нова корпус судна стал пропускать воду в районе мыса Доброй Надежды, и корабль встал на ремонт у берега Мозамбика. Здесь была встречена армада Тристана да Куньи, направляющаяся в Индию, который сделал всё возможное для сохранения судна и её капитана. Они присоединились к армаде и впоследствии так никогда и не вернулись в Португалию. Войдя в эскадру Афонсу де Албукерки, корабль принял участие в захвате Ормуза в 1507 году. Два года спустя в Индии она стала флагманом Франсишку ди Алмейды в Битве при Диу. Снова под командованием Афонсу де Албукерки «Flor de la mar» приняла участие в захвате Гоа в 1510 году, и взятии Малакки в 1511 году, став ярким примером долголетия португальских кораблей первой четверти XVI века.

## Кораблекрушение
Несмотря на то, что судно уже было старым и ненадёжным, Flor de la mar приняла участие в захвате Малакки, в то время крупнейшего коммерческого центра Ост-Индии. Приняв во внимание большую вместимость, Афонсу де Абукерки включил каракку в эскадру, которая должна была в конце 1511 года отправиться в Португалию для доставки королю Мануэлу I сокровищ, захваченных в военных операциях и подарков короля Сиама (современный Таиланд). Flor de la mar вышла из Малакки по направлению к Гоа, но когда она проходила мимо берегов северо-восточного Суматранского государства Пасе в Малаккском проливе, она попала в сильный шторм и потерпела крушение на мелководье. Корабль не справился со штормом и затонул ночью 20 ноября 1511 года. Афонсу де Абукерки чудом спасся на импровизированном плоте, но груз был потерян. С 1511 года Flor de la Mar лежит на морском дне.
Корабль и его местоположение являются причиной споров о правах на этот груз, лежащий на дне пролива. Роберт Маркс известный американский охотник за сокровищами, заявлял, что готов потратить 20 млн долларов, чтобы найти и поднять на поверхность потерянные сокровища. Согласно его заявлению, «это самый ценный корабль, когда либо затонувший в море, на нем было 200 сундуков с драгоценными камнями, алмазами размером от полдюйма до кулака.»

## Память

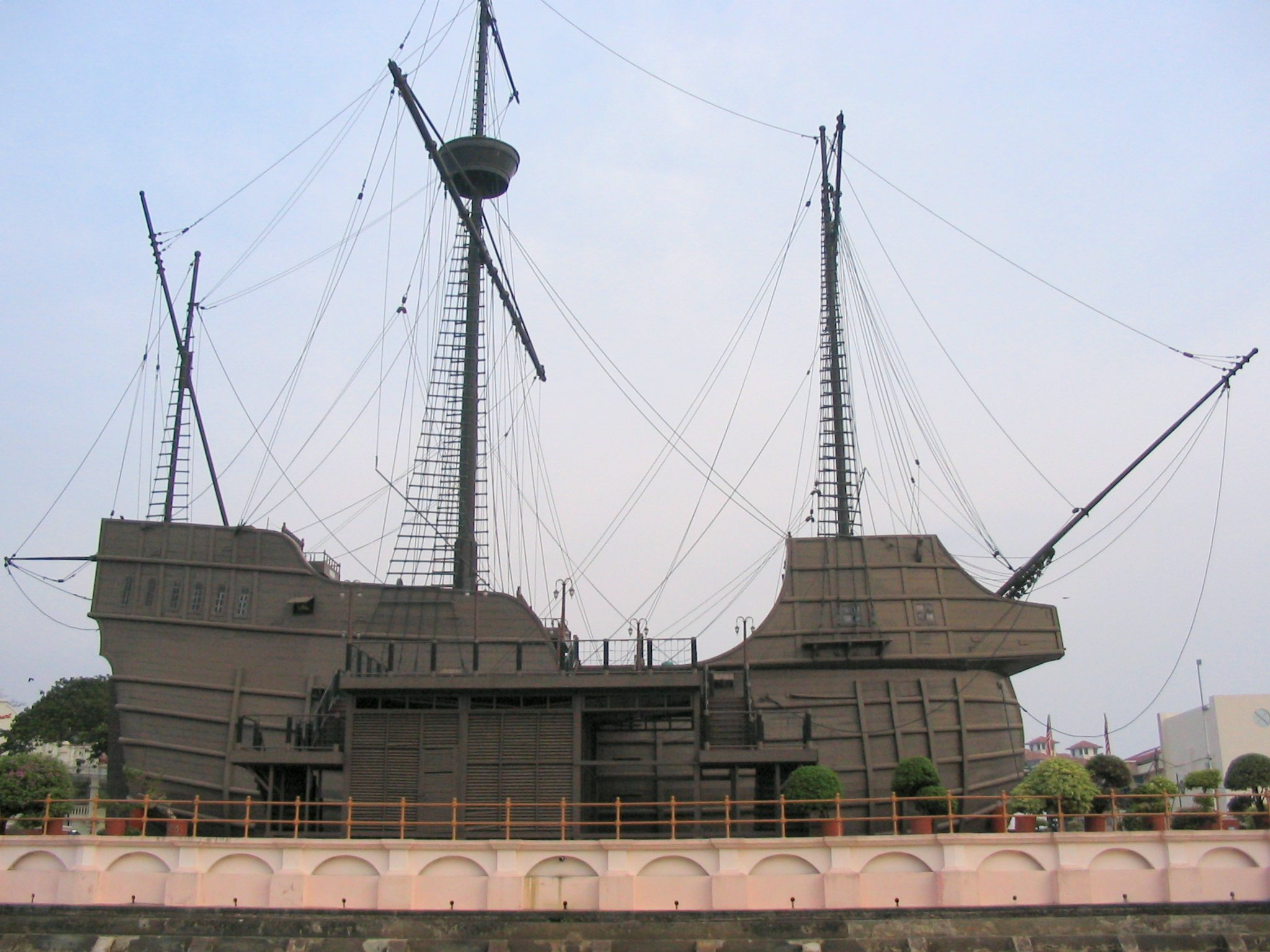
«Flor de la mar», Музей морской истории, Малакка.

- Реплика Flor de la Mar находится в Музее морской истории в Малакке.
- В 1995 году Банком Португалии была выпущена серебряная памятная монета номиналом 200 португальских эскудо, на одной стороне которой изображён адмирал Афонсу де Албукерки, а на обратной — судно Flor de la Mar.[4]